# Mannophryne leonardoi
Mannophryne leonardoi é uma espécie de anfíbio anuro da família Dendrobatidae. Está presente na Venezuela. A UICN classificou-a como em perigo de extinção.